# اچ‌ام‌اس نیوجرسی (پی۲۹۵)
اچ‌ام‌اس نیوجرسی (پی۲۹۵) (به انگلیسی: HMS Jersey (P295)) یک کشتی است که طول آن ۱۹۵ فوت (۵۹ متر) می‌باشد. این کشتی در سال ۱۹۷۶ ساخته شد.